# Dienstgrade der Feuerwehr in Italien
Die Dienstgradbezeichnungen der Feuerwehren in Italien werden für die Nationale Feuerwehrkorps durch nationale Vorschriften bestimmt. In der autonomen Region Aostatal und in den zwei autonomen Provinzen Bozen-Südtirol und Trient wird dies jeweils von der Region und den Provinzen geregelt.

## Nationales Feuerwehrkorps
| Amtsbezeichnung                                                              | Funktion                                                                                       | Schulterklappe | Brustabzeichen | Ärmelabzeichen | Schirmmützenabzeichen | Rechtliche Grundlage |
| ---------------------------------------------------------------------------- | ---------------------------------------------------------------------------------------------- | -------------- | -------------- | -------------- | --------------------- | --- |
| Leitende feuerwehrtechnische Beamte                                          |                                                                                                |                |                |                |                       | |
| Dirigente Generale Capo del Corpo                                            | Korpskommandant und zugleich Präsident der Feuerwehren, Rettungsdienste und des Zivilschutzes. |                |                |                |                       | Der Innenminister schlägt unter den Generaldirigenten einen Kandidaten vor, den der Ministerrat prüft und der vom Staatspräsidenten ernannt wird. |
| Dirigente Generale                                                           | Regionaler Feuerwehrkommandant                                                                 |                |                |                |                       | Der Innenminister schlägt unter den Dirigente Superiore einen Kandidaten vor, den der Ministerrat prüft und der vom Staatspräsidenten ernannt wird. |
| Dirigente Superiore di livello C                                             | Bezirksfeuerwehrkommandant                                                                     |                |                |                |                       | Beförderung durch Auswahl unter den Primo Dirigenten mit mindestens dreijähriger effektiver Dienstzeit. |
| Dirigente Superiore di livello D                                             | Bezirksfeuerwehrkommandant                                                                     |                |                |                |                       | Beförderung durch Auswahl unter den Primo Dirigenten mit mindestens dreijähriger effektiver Dienstzeit. |
| Primo Dirigente di livello E                                                 | Bezirksfeuerwehrkommandant                                                                     |                |                |                |                       | Direttore Vice Dirigente mit mindestens zweijähriger effektiver Dienstzeit und Abschluss von einem Führungskurs an der Feuerwehrhochschule. |
| Primo Dirigente di livello F                                                 | Bezirksfeuerwehrkommandant oder Ständiger Vertreter der Bezirksfeuerwehrkommandant             |                |                |                |                       | Direttore Vice Dirigente mit mindestens zweijähriger effektiver Dienstzeit und Abschluss von einem Führungskurs an der Feuerwehrhochschule. |
| Höhere feuerwehrtechnische Beamten                                           |                                                                                                |                |                |                |                       | |
| Direttore Vice Dirigente con funzioni del vicario dei dirigente di livello E | Abteilungsführer als Ständiger Vertreter der Bezirksfeuerwehrkommandant                        |                |                |                |                       | Funktion als Ständiger Vertreter der Bezirksfeuerwehrkommandant |
| Direttore Vice Dirigente                                                     | Abteilungsführer                                                                               |                |                |                |                       | Fünfeinhalb Jahre effektiver Dienstzeit |
| Direttore                                                                    | Abteilungsführer                                                                               |                |                |                |                       | Neun Monate Ausbildung an der Feuerwehrhochschule, drei Monate innerbetriebliche Ausbildung und zwei Jahre Vorbereitungsdienst als Anwärter. |
| Vice Direttore                                                               | Anwärter der höheren feuerwehrtechnische Dienst                                                |                |                |                |                       | Master-Abschluss als Ingenieur oder Architekt. 20 % der Stellen sind für Feuerwehrtechnische Beamte mit dieser Ausbildung reserviert. |
| Gehobene feuerwehrtechnischen Beamte                                         |                                                                                                |                |                |                |                       | |
| Sostituto direttore antincendi capo esperto                                  | Bereitschaftsführer                                                                            |                |                |                |                       | Sechzehn Jahre effektiver Dienstzeit |
| Sostituto direttore antincendi capo                                          | Bereitschaftsführer                                                                            |                |                |                |                       | Acht Jahre effektiver Dienstzeit |
| Sostituto direttore antincendi                                               | Bereitschaftsführer                                                                            |                |                |                |                       | Auswahl unter die Ispettore antincendi mit mindestens acht Jahren effektiver Dienstzeit |
| Ispettore antincendi coordinatore                                            | Zugführer                                                                                      |                |                |                |                       | Sechzehn Jahre effektiver Dienstzeit |
| Ispettore antincendi esperto                                                 | Zugführer                                                                                      |                |                |                |                       | Sieben Jahre effektiver Dienstzeit |
| Ispettore antincendi                                                         | Zugführer                                                                                      |                |                |                |                       | Für 50 Prozent der offenen Stellen ist ein Bachelor-Abschluss als Ingenieur oder Architekt und eine neunmonatige Ausbildung an der Feuerwehrhochschule erforderlich. Die anderen 50 Prozent sind von Caporeparto mit mindestens 15 Jahren effektiver Dienstzeit als Staffel- und Gruppenführer und einer sechsmonatigen Ausbildung an der Feuerwehrhochschule besetzt. |
| Mittlere feuerwehrtechnische Beamte                                          |                                                                                                |                |                |                |                       | |
| Caporeparto                                                                  | Gruppenführer                                                                                  |                |                |                |                       | Caposquadra esperto und Abschluss von einem Beförderungskurs an der Feuerwehrschule |
| Caposquadra esperto                                                          | Staffelführer                                                                                  |                |                |                |                       | Fünf Jahren effektiver Dienstzeit |
| Caposquadra                                                                  | Staffelführer                                                                                  |                |                |                |                       | Vigile del fuoco coordinatore und Abschluss von einem dreimonatigen Führungskurs an der Feuerwehrschule |
| Einfache feuerwehrtechnische Beamte                                          |                                                                                                |                |                |                |                       | |
| Vigile del fuoco coordinatore                                                | Truppführer                                                                                    |                |                |                |                       | Auswahl unter Vigili mit acht Jahren effektiver Dienstzeit. |
| Vigile del fuoco esperto                                                     | Truppmann                                                                                      |                |                |                |                       | Vier Jahren effektiver Dienstzeit |
| Vigile del fuoco                                                             | Truppmann                                                                                      |                |                |                |                       | Oberstufe der Sekundarstufe (Abitur) und einen neunmonatigen Grundkurs an der Feuerwehrschule. |
| Freiwillige Feuerwehr                                                        |                                                                                                |                |                |                |                       | |
| Funzionario tecnico antincendi volontario                                    | Leiter der Freiwilligenabteilung                                                               |                |                |                |                       | |
| Caporeparto volontario                                                       | Gruppenführer                                                                                  |                |                |                |                       | |
| Caposquadra volontario                                                       | Staffelführer                                                                                  |                |                |                |                       | |
| Vigile del fuoco volontario                                                  | Truppmann                                                                                      |                |                |                |                       | |